# Орден Совершенства
Орден Совершенства — государственная награда Пакистана, которым президент страны награждает как военных, так и гражданских лиц за выдающиеся профессиональные достижения.

## История
Орден был учрежден 19 марта 1957 года.
Список награждённых объявляется ежегодно 14 августа в День независимости, а торжественная церемония награждения проходит 23 марта в государственный праздник — День Пакистана.
Дизайн знаков ордена менялся дважды: в 1975 и 1986 годах..
Гражданским лицам орден вручается за заслуги в области литературы, искусства, спорта, науки и медицины. Орденом награждаются военные не ниже чина бригадного генерала.
Большинство награждаемых — граждане Пакистана. Число награждённых иностранцев незначительно. Среди них Ага-хан IV, всемирно известная учёный-исламовед Аннемари Шиммель, профессиональный игрок в крикет Боб Вулмер, британские ученые-филологи Ралф Рассел, Кристофер Шеккл и др.
Орденом Sitara-e-Imtiaz награждены трое российских ученых — сотрудников Института востоковедения РАН: Л. А. Васильева, Н. И. Пригарина, А. А. Суворова.

## Степени
В четырёх степенях (как военный):
- 1 класс — Nishan-e-Imtiaz. Состоит из звезды и знака на чресплечной ленте. Постноминальные литеры NI
- 2 класс — Hilal-e-Imtiaz. Состоит из звезды и знака на шейной ленте. Постноминальные литеры HI
- 3 класс — Sitara-e-Imtiaz. Состоит из знака на шейной ленте. Постноминальные литеры SI
- 4 класс — Tamgha-e-Imtiaz. Состоит из знака на колодке. Постноминальные литеры TI

В 1 степени (как гражданский).

## Описание ордена

### Тип 2 (1975—1986)
Знак ордена — золотая пятиконечная звезда вершиной вниз, наложенная на золотой лавровый венок, перевитый несколько раз крестообразно золотой лентой и во главе увенчанный золотыми полумесяцем и пятиконечной звездой. В центре звезды золотой медальон с широкой каймой. В центре медальона:
- для ордена 1 класса — на зелёной эмали золотые полумесяц и пятиконечная звезда
- для ордена 2 класса — на зелёной эмали золотой полумесяц
- для ордена 3 класса — на зелёной эмали золотая пятиконечная звезда
- для ордена 4 класса — на золотом матированном поле золотые полумесяц и пятиконечная звезда

Для первых трёх классов ордена кайма вокруг центрального медальона несёт на себе золотой венок из двух лавровых ветвей. Для 4 класса — кайма покрыта зелёной эмалью.
Знак при помощи переходного кольца крепится к орденской ленте.
Звезда ордена — золотая пятиконечная звезда вершиной вниз с двугранными лучами и шариками на концах, наложенная на серебряную десятиконечную звезду, покрытую бриллиантовыми гранями. В центре медальон как у знака ордена.
Лента ордена зелёная с белыми полосками по краям и в центре, в зависимости от класса военного ордена:
- 1 класс — без полоски
- 2 класс — одна полоска по центру
- 3 класс — две полоски по центру
- 4 класс — три полоски по центру

Лента ордена золотистая с равновеликой белой полосой по центру, обременённая тонкой зелёной полоской по центру — у гражданского ордена.

### Тип 3 (с 1986 по настоящее время)
Знаки ордена третьего типа претерпели незначительные изменения, в частности центральный медальон для всех классов — золотой с каймой зелёной эмали, на котором надписано название ордена. В центре медальона золотые полумесяц и пятиконечная звезда.
Аналогичным образом изменена звезда ордена для первых двух классов.